# آرش کامور
آرش کامور (زادهٔ ۱۳۵۸ در نیشابور) آهنگساز و نوازندهٔ کمانچه اهل ایران است.

## زندگی‌نامه
آرش کامور در سال ۱۳۵۸ در نیشابور متولد شد. فراگیری کمانچه را از سال ۱۳۶۹ نزد «اسکندری» آغاز نمود و بعدها از آموزش‌های افرادی چون: اردشیر کامکار، علی‌اکبر شکارچی، کریم صالح عظیمی، نصرالله ناصح پور، سعید فرج‌پوری، محمدعلی کیانی‌نژاد و … بهره‌مند شد. او در زمینه شناخت بیشتر موسیقی ایرانی از آموزش‌های هنرمندانی نظیر: پرویز مشکاتیان و محمدرضا درویشی نیز بهره برد.
وی در سال ۱۳۸۵ مدرک کارشناسی و در سال ۱۳۹۱مدرک کارشناسی ارشد موسیقی ایرانی را از دانشگاه هنر تهران اخذ نمود و رساله وی با عنوان «نقش اسطوره در موسیقی دستگاهی ایران»، نگاهی است به ریشه‌های تاریخی و تأثیر آن بر موسیقی دستگاهی ایرانی. 
وی سابقه تدریس در دانشگاه علمی کاربردی، کلاس‌های آزاد دانشگاه سوره و… دارد. او هم‌چنین نشست‌هایی را پیرامون شناخت بیشتر موسیقی ایرانی در داخل و خارج از کشور داشته است.
وی در کارنامه هنری خویش فعالیت با هنرمندانی نظیر: پرویز مشکاتیان در گروه عارف، محمدرضا لطفی در گروه شیدا و همکاری با گروه‌هایی چون شهنازی و اقبال را ثبت کرده است. در سال ۱۳۸۴ گروه «سروشان» را به سرپرستی خویش تأسیس نمود که حاصل فعالیت این گروه به آهنگ سازی آرش کامور آلبوم‌هایی چون سبوی تشنه به خوانندگی سالار عقیلی با نگاهی به اشعار شاعر معاصر مهدی اخوان ثالث و آلبوم سراسر مه به خوانندگی محمد معتمدی است.
کامور در سال ۱۳۹۳ در بخش آهنگسازی از سوی آرای مردمی کاندید جایزه جشن موسیقی ما شد. او آلبوم موسیقی به نام «اسب و آتش» دارد که قطعاتی از آن را در اواخر سال ۱۳۹۳ در موزه هنرهای معاصر در مراسم بزرگداشت هنرمند سرشناس آلمانی «اتوپینه» اجرا کرد و مورد استقبال قرار گرفت.

## کنسرت‌ها
- تور کنسرت سبوی تشنه در ۲۳ شهر کانادا و آمریکا[۴]
- تور استرالیا آلبوم سبوی تشنه
- کنسرت در تئاتر دلاویل پاریس
- کنسرت در شهر میلانِ ایتالیا در نمایشگاه بین‌المللی اکسپو
- کنسرت در فستیوال گوته آلمان
- کنسرت در فستیوال مولانا، دانمارک
- سه دوره کنسرت در اسپانیا، فستیوال لادوتوری و صوفی
- کنسرت به نفع زلزله زدگان سیندای ژاپن
- کنسرت در کشورهای هند، پاکستان
- تورهای کنسرت‌های متعدد در شهرهای ایران[۵]
- کنسرت همراه با گروه فلامنکو اسپانیا در کشور اسلوونی کاری بر روی اشعار خیام و حافظ ۱۲ فوریهٔ ۲۰۱۸
- کنسرت در افتتاحیه نمایشگاه بین‌المللی فرانسه در شهر پاریس

## آثار
- سبوی تشنه: به آهنگسازی آرش کامور و اجرای ارکستر سروشان با صدای سالار عقیلی در سال ۱۳۸۹ منتشر شد. کامور این آلبوم را بر روی اشعار مهدی اخوان ثالث آهنگسازی و تنظیم کرده است. نام سبوی تشنه نیز از یکی از اشعار این شاعر الهام گرفته شده است.[۶][۷][۸]
- سراسر مه: این اثر با آهنگ‌سازی آرش کامور و خوانندگی محمد معتمدی و اجرای گروه سروشان بر روی اشعار شاعران معاصر چون ملک‌الشعرای بهار، نادر نادرپور، احمد شاملو، مهدی اخوان ثالث، شهریار و دهخدا ساخته شده است.[نیازمند منبع]
- راوی: آلبوم راوی در آبان ۹۲ منتشر شد که متشکل از ۱۱ قطعه است و در قطعه اول با نام شوکران، بافت جدیدی از ساز کمانچه و ارکستراسیون این ساز همراه است. این آلبوم نیز چون دیگر آثار این آهنگساز از محتوای روایی برخوردار است.[۹]
- «اسب و آتش» آلبوم موسیقی اسب و آتش متشکل از ۹ قطعه است که هشت قطعه آن بی‌کلام و یک قطعه آن با صدای وحید تاج و روی غزلی از محمدرضا شفیعی کدکنی با عنوان «شهر خاموش» ساخته شده است. کامور در این اثر رویکردی مینی‌مالیستی به موسیقی داشته و تلاش کرده تا با بهره‌مندی از کمترین مواد، بیشترین انتقال معنا را محقق سازد. قطعاتی از آلبوم «اسب و آتش» که در طبقه‌بندی موسیقی تلفیقی قرار می‌گیرد، بر مبنای آثار «اتوپینه» نقاش نامدارِ آلمانی ساخته شده و یکی از طرح‌های این نقاش با عنوان «آتشِ خاموش» توسط گالری برکنر و خانواده او به این آهنگساز اهدا شده که در طراحی جلد این آلبوم نیز از آن بهره گرفته شده است.[۱۰] مراسم رونمایی از آلبوم ˝اسب و آتش˝ با حضور عوامل سازنده آن در موزه هنرهای معاصر برگزار شد. مجید ملانوروزی سرپرست موزه هنرهای معاصر و مدیرکل هنرهای تجسمی اولین سخنران این مراسم در ابتدا، گفت: آرش کامور که امشب آلبومش در سینماتک موزه رونمایی می‌شود، در نمایشگاهی که نوروز امسال از اتوپینه داشتیم، سه اتود زد که مورد استقبال ما قرار گرفت و ما هم از او درخواست کردیم از آنجا که آن سه اتود در آلبوم جدیدش هست، این اثر را در موزه رونمایی کند. آثار راوی، اسب و آتش، سبوی تشنه و سراسر مه نگاهی است به شعر شاعران معاصر، شاعرانی که در اشعار خویش رنگ اجتماع را نهفته دارند.[۱۱]
- عطار آلبوم موسیقی عطار در تاریخ ۲۹ فروردین۱۳۹۶ رونمایی و منتشر شد و شامل قطعات از هفت وادی عرفان بر روی اشعار «عطار نیشابوری» است. مراسم رونمایی از این اثر در تالار رودکی تهران برگزار شد.
- تصنیف «حبس دنیا» به آهنگسازی، تنظیم و نوازندگی (کمانچه) آرش کامور، خوانندگی بهرخ شورورزی و علیرضا برنجیان ساخته شده است. این قطعه با همراهی سهیل سعادت نوازندگی کمانچه و کاوه محمدیان نوازندگی سازهای کوبه ای اجرا شده است.[۱۲]

## نگارخانه

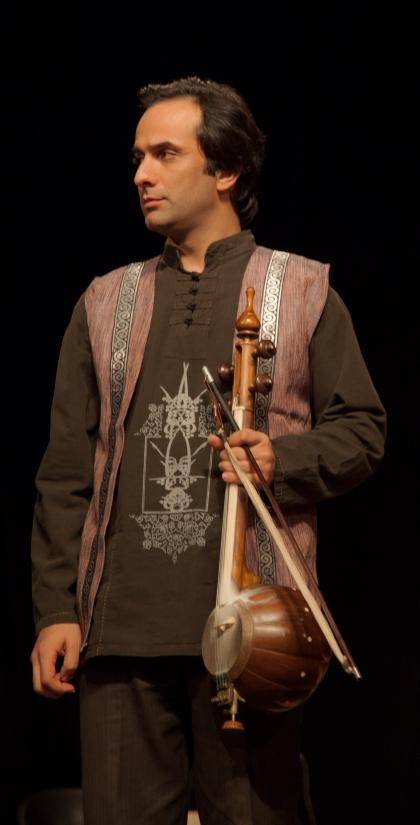
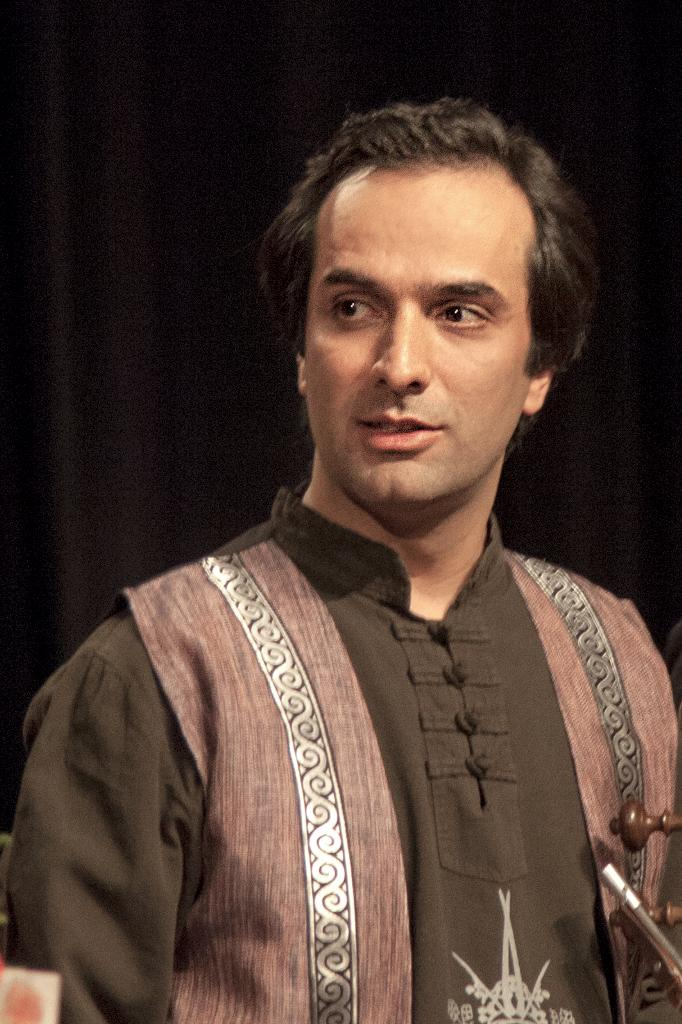
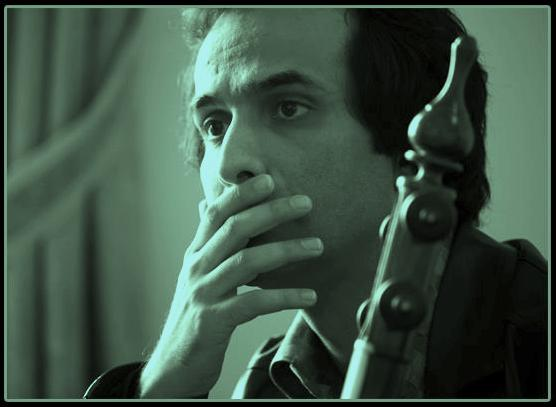